# Sillon orbitaire
Le sillon orbitaire, troisième sillon frontal (anciennement sillon en H de Hervé) est un sillon de la face inférieure du lobe frontal du cerveau.
C'est un sillon constant, constitué de plusieurs branches, formant un Y ou un H (ou X), définissant les limites entre les parties orbitaires des gyrus frontaux inférieur et moyen et latéralement la partie orbitaire du gyrus frontal supérieur.
|                           |                               |
| Face inférieure du cortex | Sillons de la face inférieure |